# Roques Bessones
Les Roques Bessones és una muntanya de 169 metres que es troba al municipi de Santa Cristina d'Aro, a la comarca catalana del Baix Empordà.